# Љ
Љ هو أحد حروف الأبجدية السيريلية، نظير هذا الصوت بالعربية هو الصوت لِ. أصل هذا الحرف هو مدموج الحرف Л وحرف التخفيف Ь ليظهر بصورة مخففه منهما معا. اخترع هذا الحرف العالم اللغوي الصربي فوك كارادجفتش لكنه استبدل بالصوت اللاتيني ǈ اللاتيني في الصربية والكرواتية.